# مقاطعة بيغ هورن (مونتانا)
مقاطعة بيغ هورن (بالإنجليزية: Big Horn County)‏ هي إحدى مقاطعات ولاية مونتانا في الولايات المتحدة الأمريكية.

## أعلام
- مارك كيلوغ